# Беловежский пруд
Белове́жский пруд — искусственный водоём Смоленско-Московской моренно-эрозионный возвышенности, расположен на западе г. Москва, в пределах территории района «Можайский» Западного Административного округа Москвы.

## География
Беловежский пруд расположен на западе Москвы, внутри территории жилого 95-го квартала Кунцева (в центральной части района «Можайский»), ограниченного Вяземской, Беловежской ул. и Сколковским ш. Пруд создан в ложбине — пойме Трикотажного ручья, закрытого в настоящее время в коллекторы. Был самым крупным в ряду прудов, постепенно засыпанных в 1970-е — 1980-е годы и частично застроенных.

## Описание
Длина пруда — 370 м, ширина водоёма — до 80 м, имеет вытянутую форму (с северо-запада на юго-восток). Беловежский пруд удерживается на востоке земляной дамбой, укрепленной габионами.

## История
Местность ложбины (простиравшейся от Малой Сетуни) Беловежского пруда ранее не была заселена (ближайшие сёла — Марфино, Новоивановское, Троекурово, Марфушка (также — Марфушкино), Малая и Большая Сетунь). Первые строения на южной стороне ложбины появляются в 1940-х гг. В 1950-х гг. сооружаются две теплицы, для которых на Трикотажном ручье сооружается запруда. Глубина запруды составила 2 м. Ближе к Сколковскому шоссе располагались заболоченные территории. Беловежский пруд был создан на основе запруды к 1970-м гг., тогда же железобетонными сваями были укреплены берега, планировалось открытие лодочной станции (не осуществлено). Купание было запрещено.
В 2014 году территория вокруг пруда была реконструирована, устроены фонтаны. Пруд окаймляет прогулочная набережная, на которой обустроены массивные скамейки-шезлонги, есть смотровая площадка. В парковой зоне построены детские площадки, сцена для мероприятий. На перепаде высот проложены лестницы, мост.

### Этимология
Пруд получил название в соответствии со своим географическим положением — рядом с ул. Беловежская.